# Stefan Gierasch
Stefan Gierasch (* 5. Februar 1926 in New York City; † 6. September 2014 in Santa Monica) war ein US-amerikanischer Schauspieler.

## Leben
Gierasch war zunächst als Bühnendarsteller am Broadway tätig; sein Debüt gab er 1943 in dem Stück Kiss and Tell von F. Hugh Herbert. Er mimte vor allem komische Rollen in populären leichten Stücken. Ab 1951, nach zwei Auftritten in der NBC-Serie Goodyear Television Playhouse, war er regelmäßig in US-amerikanischen Fernsehserien zu sehen, insgesamt kam er dabei auf über einhundert Auftritte. So war er mehrfach in auch international bekannten und erfolgreichen Serien zu sehen, wie in Kung Fu, Bonanza, Raumschiff Enterprise: Das nächste Jahrhundert und Emergency Room – Die Notaufnahme.
Vor allem seit den 1960er Jahren trat er auch gelegentlich in Kinofilmen auf. Dort blieb er zunächst auf kleinere Nebenrollen beschränkt. Er mimte zum einen häufiger Figuren, die Deutsche oder Deutschstämmige darstellten, zum anderen Figuren, die früh im Film getötet werden. 1972 hatte er in Sydney Pollacks Western Jeremiah Johnson seine erste größere Filmrolle.
Daraufhin war Gierasch vor allem in den 1970er Jahren an mehreren prominenten und erfolgreichen Filmproduktionen beteiligt, zum Beispiel in Is’ was, Doc?, Ein Fremder ohne Namen, Trans-Amerika-Express und Carrie – Des Satans jüngste Tochter. In Jeffrey Blooms Horrorfilm Blood Beach – Horror am Strand spielte er 1981 die Rolle, die neben der in Jeremiah Johnson als bedeutendste Filmrolle seiner Karriere genannt wird.

## Filmografie (Auswahl)
Film
- 1959: So etwas von Frau! (That Kind of Woman)
- 1972: Is’ was, Doc? (What's Up, Doc?)
- 1972: Jeremiah Johnson
- 1973: Ein Fremder ohne Namen (High Plains Drifter)
- 1976: Trans-Amerika-Express (Silver Streak)
- 1976: Carrie – Des Satans jüngste Tochter (Carrie)
- 1976: Unternehmen Entebbe (Victory at Entebbe, Fernsehfilm)
- 1979: Der Champ (The Champ)
- 1980: Blood Beach – Horror am Strand (Blood Beach)
- 1990: Megaville
- 1993: Dave
- 1993: Mein Vater – Mein Freund (Jack the Bear)
- 1994: Junior
- 1995: Murder in the First (Murder in the First)
- 2009: The Hunter’s Moon

Fernsehserien
- 1961: Preston & Preston (The Defenders)
- 1966: Rauchende Colts (Gunsmoke)
- 1969: Bonanza
- 1974: Kung Fu
- 1977: Hawaii Fünf-Null (Hawaii Five-O)
- 1979: Fantasy Island
- 1980: Der unglaubliche Hulk (The Incredible Hulk)
- 1982: Quincy (Quincy M.E.)
- 1983: Remington Steele
- 1983: Der Feuersturm (The Winds of War)
- 1984: Falcon Crest
- 1984: Trio mit vier Fäusten (Riptide)
- 1985: Alfred Hitchcock Presents
- 1986: Twilight Zone
- 1987: Mord ist ihr Hobby (Murder, She Wrote)
- 1989: Miami Vice
- 1989: Cheers
- 1990: Geschichten aus der Gruft (Tales from the Crypt)
- 1990: Ein gesegnetes Team (Father Dowling Mysteries)
- 1991: Raumschiff Enterprise: Das nächste Jahrhundert (Star Trek: The Next Generation)
- 1991: Dark Shadows
- 1997: Practice – Die Anwälte (The Practice)
- 1998: Emergency Room – Die Notaufnahme (ER)
- 1998: Pretender

## Broadway (Auswahl)
- 1945–1946: Billion Dollar Baby
- 1956: Threepenny Opera
- 1958–1959: The Shadow of a Gunman
- 1959–1963: The Sound of Music
- 1967: War and Peace
- 1973–1974: The Iceman Cometh
- 1974–1975: Of Mice and Men
- 1983–1986: Brighton Beach Memoirs
- 1986–1987: You Never Can Tell